# Nepa (plaats)
Nepa is een bestuurslaag in het regentschap Sampang van de provincie Oost-Java, Indonesië. Nepa telt 3976 inwoners (volkstelling 2010).